# Helen McIntosh
Helen McIntosh (* um 1950, geborene Helen Kelly) ist eine schottische Badmintonspielerin. 

## Karriere
Helen Kelly gewann zum Auftakt ihrer Karriere 1970 die Irish Open mit Robert McCoig im Mixed. 1972 gewann sie in Schottland die nationalen Titel im Dameneinzel und Damendoppel. Von 1973 bis 1976 gewann sie vier weitere Doppeltitel in Folge, jeweils zwei mit Joanna Flockhart und mit Christine Stewart.

## Sportliche Erfolge
| Saison | Veranstaltung                     | Disziplin   | Platz | Name                               |
| ------ | --------------------------------- | ----------- | ----- | ---------------------------------- |
| 1970   | Irish Open                        | Mixed       | 1     | Robert McCoig / Helen Kelly        |
| 1972   | Schottland: Einzelmeisterschaften | Dameneinzel | 1     | Helen Kelly                        |
| 1972   | Schottland: Einzelmeisterschaften | Damendoppel | 1     | Helen Kelly / Joanna Flockhart     |
| 1973   | Schottland: Einzelmeisterschaften | Damendoppel | 1     | Helen Kelly / Joanna Flockhart     |
| 1974   | Schottland: Einzelmeisterschaften | Damendoppel | 1     | Helen Kelly / Joanna Flockhart     |
| 1975   | Schottland: Einzelmeisterschaften | Damendoppel | 1     | Helen McIntosh / Christine Stewart |
| 1976   | Schottland: Einzelmeisterschaften | Damendoppel | 1     | Helen McIntosh / Christine Stewart |